# Callaway C12
La Callaway C12 est une supercar produite par Callaway depuis 1998. Elle est équipée d'un moteur V8. Elle a été dessinée par Paul Deutschman.